# Międzylesie
Międzylesie (IPA: [mʲɛnd͡zɨlɛɕɛ], in tedesco Mittelwalde fino al 1945, in ceco Mezilesí) è un comune urbano-rurale polacco del distretto di Kłodzko, nel voivodato della Bassa Slesia.
Ricopre una superficie di 189,03 km² e nel 2004 contava 7 643 abitanti.
Località nei dintorni:
Boboszów (Bobischau), Czerwony Strumień (Rothflössel), Długopole Górne (Oberlangenau), Dolnik (Schönthal), Domaszków (Ebersdorf), Gajnik (Hain), Gniewoszów (Seitendorf), Goworów (Lauterbach), Jaworek (Urnitz), Jodłów (Thanndorf), Kamieńczyk (Steinbach), Lesica (Freiwalde), Michałowice (Michaelsthal), Nagodzice (Herzogswalde), Niemojów (Marienthal), Nowa Wieś (Neundorf), Pisary (Schreibendorf), Potoczek (Neißbach), Różanka (Rosenthal), Roztoki (Schönfeld), Smreczyna (Schönau), Szklarnia (Gläsendorf)

## Gemellaggi
- Králíky
- Lohne